# Гражданские инициативы
Гражданские инициативы — широкий спектр организованных, активных групп людей, объединённых единой идеей отстаивания своих прав и интересов в политических, экономических, социальных и иных сферах. Возникли в конце 1960-х годов в русле студенческих движений, и на настоящий момент по всему миру насчитывается несколько тысяч групп гражданских инициатив. Социальная база гражданских инициатив: интеллигенция, средний класс общества, молодёжь. Формы самовыражения: пикеты, петиции, акции протеста, просветительство, распространение листовок. Гражданские инициативы являются благоприятной основой для политического самовыражения масс, служат источником для создания партий, выделяют ориентиры общественных интересов. Гражданские инициативы будят общественное мнение и направляют сознание людей на решение актуальных проблем общественной жизни.